# Смоква
Смоква (Ficus carica) је медитеранска дрвенаста врста из рода фикуса, фамилије дудова (Moraceae), јестивих крушколиких плодова.
Пореклом с Блиског истока и западне Азије, од давнина се користи и узгаја, и данас је широко распрострањен широм света, као воће, и као украсно биље. Ова врста је постала натурализована у разним местима у Азији и Северној Америци.

## Опис биљке
Смоква је листопадно ниско дрво са веома разгранатом крошњом. Старије гране сиве су боје, а младе тамнозелене. Листови су наизменични, велики и неправилно прстасто дељени. На младим гранама при дну се налазе залисци. Дужина лисне плоче може бити од 15 до 30 cm, као и ширина. Ситни цветови се налазе у издубљеној крушколикој осовини цвасти.Плод је плод цвасти; ситне орашице повезане су сочном крушколиком осовином цвасти. Цвета од маја до јуна. Плодови смокве, познати као сиконијe, нaлазе се појединачно или у паровима изнад ожиљака опалог лишћа или у пазуху лишћа садашње сезоне. Цветови су двополни и затворени у структуру цвасти. Дуги женски цветови карактеристични су за јестиве плодове већине баштенских и воћних смокава. Друга врста дрвета, позната као каприфиг, производи нејестиве смокве у којима се налази млада смоква оса. Има кратке женске цветове који су прилагођени навикама полагања јаја смоквине осе (Blastophaga) и такође садржи мушке цветове близу врха. Полен из каприфига носе осе смокве да би опрашиле и јестиве и нејестиве смокве.

## Станиште
Станиште смокве је на топлим, заклоњеним местима. Смоква је пореклом из источног Средоземља.
Одатле је распрострањена првенствено у пределе са медитеранском климом. Биљка најбоље успева у топлим крајевима, близу мора, али може да се узгаја и у континенталним пределима. Због танке коре је осјетљива на ниске температуре.

## Распрострањеност
Аутохтона врста у Авганистану, Кипру, Грчкој, Ирану, Ираку, Криту, Либану, Сирији, Северном Кавказу, Пакистану, Палестини, Таџикистау, Турској, Туркменистану и Западним Хималајима. Док преставља алохтону врсту у САД, Албанији, Алжиру, Андаманском острву, Аустрији, Бангладешу, Бермуди, Бугарској, Канарским острвима, Чаду, Кини, Чешкој, Словачкој, Данској, Еквадору, Египту, Салвадору, Еритреји, Француској, Немачкој, Великој  Британији, Гвинејском заливу, Мађарској, Индији, Италији, Кореји, Криму, Либији, Мадеири, Маријанасу, Маршалском острву, Маурицијусу, Мексику, Новом Зеланду, Нигеру, Норфолку, Оману, Перу, Португалу, Саудијској Арабији, Сицилији, Синају, Сомалији, Шпанији, Шведској, Швајцарској, Тунису, Турској, Узбекистану, Јемен, земљама бивше Југославије.

## Употреба
Плод смокве се једе сиров или сушен, а од њега се могу правити и разне посластице, јер је богат шећером. Зрео плод може бити различите величине и боје, жуте, зеленкасте, смеђе и скоро црне. Постоји око 50 варијетета смокве у односу на плод. Приликом кидања листова или брања плодова, дрво лучи сок који може изазвати иритације на кожи. Некада се у народу користио као лек против брадавица.
Неки смокву држе у башти као украсну биљку, због карактеристичних егзотичних листова.

## Суве смокве
100 грама свежих смокава има 74 калорија, док се сушењем њена вредност утростручује ‒ 249 калорија. Спољна опна је јестива, као и њен црвен, меснати део са семеном. У сувим смоквама има 4,2 гвожђа, што је веома значајно за спортисте. У VII веку п. н. е. у Грчкој спортисти су узимали суве смокве за побољшање спортских активности. Сушење смокви траје 3-7 дана на сунцу. Сушене смокве се разврставају на квалитет, екстра квалитет I, квалитет II, квалитет III . Сушене смокве се чувају у сувим и чистим проветреним хладним просторијама. Осушене смокве се користе у припреми колача и мармеладе. Позната су њена лековита својства, јер је пуна минерала и витамина. Најпопуларнији лековити рецепт који лечи све је маслиново уље и смокве.

## Симболика
По библијском предању, смоквин лист је Адаму послужио да сакрије своје полне органе од Евиног погледа.

## Фосилни запис
Десет фосилних слојева †Ficus potentilloides из раног миоцена, пронађени су у руднику Кристина Храдек на Ниси у Северној Бохемији, у Чешкој Републици. Ови фосили су слични ендокарпима F. carica.

## Истраживања и народна медицина

### Фитохемикалије
Смокве садрже различите фитокемикалије које су предмент основних истраживања због њихових потенцијалних биолошких својстава, укључујући полифеноле, као што су гална киселина, хлорогенска киселина, сирингична киселина, (+)-катехин, (-)-епикатехин и рутин. Боја смокве може да варира између сорти због различитих концентрација антоцијанина, при чему цијанидин-3-О-рутинозид има посебно висок садржај.

### Народна медицина
У неким старим медитеранским народним обичајима, млечни сок биљке смокве је коришћен за омекшавање жуљева, уклањање брадавица и одвраћање паразита.
Смоква помаже у лечењу: дијабетеса, холестерола, повишеног крвног притиска, рака дојке код жена, разних болести срца и респираторних обољења. Чај од листа смокве је такође лековит.

## Токсичност
Као и друге биљне врсте из породице Moraceae, контакт са млечним соком Ficus carica праћен излагањем ултраљубичастом светлу може изазвати фитофотодерматитис, потенцијално озбиљну упалу коже. Иако биљка није отровна сама по себи, F. carica је наведена у FDA Бази података о отровним биљкама.
Познато је да органска хемијска једињења која се називају фуранокумарини изазивају фитофотодерматитис код људи. Смоква садржи значајне количине два фуранокумарина, псоралена и бергаптена. Етерично уље листова смокве садржи више од 10% псоралена, највећу концентрацију било којег органског једињења изолованог из листова смокве. Сматра се да је псорален примарно једињење фуранокумарина одговорно за фитофотодерматитис изазван листовима смокве.

## Слике
- Дрво смокве
- Смоквин лист
- Црна петровача
- Станиште